# 2017 en journalisme
Cet article présente les faits marquants de l'année 2017 en journalisme.

## Événements
- 25 janvier : début de l'affaire Fillon à la suite de la parution d'un article dans Le Canard enchaîné[1].
- février : le journal Direct Matin est renommé CNews Matin[2].